# 양자 베이즈주의

블로흐 구면의 각 점은 큐비트에 대한 가능한 양자 상태이다. 양자 베이즈주의에서 모든 양자 상태는 개인 확률의 표현이다.

물리학 및 물리학의 철학에서 양자 베이즈주의 는 양자 역학의 해석에 대한 관련 접근 방식의 모음이며, 그 중 가장 두드러진 것은 QBism ("큐비즘"으로 발음)이다. 에이전트의 행동과 경험을 이론의 중심 관심사로 삼는 해석이다. 파동함수 중첩, 양자 측정, 얽힘의 성질에 대한 양자 이론의 해석에 있어 일반적인 질문을 다룬다. QBism에 따르면 양자 형식주의의 모든 측면은 아니지만 많은 측면이 본질적으로 주관적이다. 예를 들어, 이 해석에서 양자 상태는 현실의 요소가 아니라 측정의 가능한 결과에 대한 에이전트 의 믿음 정도를 나타낸다. 이러한 이유로, 어떤 과학철학자들은 QBism을 반실재론의 한 형태로 본다.
이 해석은 좋은 의사 결정에 대한 규범적 추가로서 양자 역학적인 Born 규칙을 이해하기 위한 확률에 대한 주관적인 베이지안 설명을 사용한다는 점에서 구별된다. 2000년대 초 Carlton Caves, Christopher Fuchs 및 Rüdiger Schack의 이전 작업에 뿌리를 둔 QBism 자체는 주로 Fuchs 및 Schack과 연관되어 있으며 최근에는 David Mermin 이 채택했다. 큐비즘은 양자 정보 와 베이지안 확률 분야에서 출발하여 양자 이론을 둘러싼 해석상의 수수께끼를 제거하는 것을 목표로 한다. QBist 해석은 역사적으로 ""코펜하겐 해석으로 종종 함께 그룹화되는 다양한 물리학자들의 견해에서 파생된 것이지만 그 자체는 그들과 구별된다. 데오도어 헨슈는 QBism을 이러한 오래된 관점을 날카롭게 만들고 보다 일관성 있게 만드는 것으로 특징지었다.

## 역사와 발전
통계 물리학에서 베이지안 확률 사용의 옹호자인 ET Jaynes는 양자 이론이 "부분적으로는 자연의 현실을, 부분적으로는 자연에 대한 불완전한 인간 정보를 기술하는 독특한 혼합물 - 이 모든 것이 하이젠베르크와 보어에 의해 뒤섞여 만들어진 것"이라고 제안했다. 아무도 스크램블을 푸는 방법을 본 적이 없는 오믈렛이다." QBism은 양자 정보 이론 과 개인주의 베이지안 확률 이론의 도구를 사용하여 이러한 부분을 분리하려는 노력에서 발전했다.
확률 이론에 대한 많은 해석이 있다. 대체로 이러한 해석은 세 가지 범주 중 하나로 분류된다. 확률이 실재의 객관적 속성이라고 주장하는 해석, 확률이 측정 과정의 객관적 속성이라고 주장하는 해석(빈도주의자), 확률은 명제에 대한 무지 또는 믿음의 정도를 정량화하는 데 사용할 수 있는 인지 구성이라고 해석(베이지안)이 있다. 큐비즘은 모든 확률, 심지어 양자 이론에 나타나는 확률도 후자 범주로 가장 적절하게 간주된다고 주장하는 것으로 시작한다. 특히 큐비즘은 이탈리아 수학자 브루노 드 피네티(Bruno de Finetti)와 영국 철학자 프랭크 램지(Frank Ramsey)의 노선을 따라 베이지안 해석을 채택했다.
큐비즘(QBism)에 따르면, 양자 이론은 에이전트가 자신의 기대치를 관리하는 데 사용할 수 있는 도구이며, 기존의 물리 이론보다 확률 이론에 가깝다.  QBism은 양자 이론이 근본적으로 물리적 현실의 일부 측면에 의해 형성된 의사 결정을 위한 지침이라고 주장한다. 큐비즘의 주요 신조는 다음과 같다.
1. 0 또는 1과 같은 확률을 포함한 모든 확률은 결과에 대한 자신의 믿음 정도에 귀속시키는 평가이다. 확률을 정의하고 업데이트할 때 양자 상태(밀도 연산자), 채널(완전히 양의 추적 보존 맵) 및 측정값(양의 연산자 값 측정) 도 개인적인 판단이다.
2. 보른 규칙은 규범적이다. 자신의 확률 및 양자 상태 할당을 준수하기 위해 노력해야 하는 관계이다.
3. 양자 측정 결과는 개인적인 경험이다. 측정 결과에 대해 협의하고 동의할 수 있지만 결과는 각자가 개별적으로 경험한 것이다.
4. 측정 장치는 감각 기관이나 의수와 유사한 것으로 간주되어야 하며, 동시에 도구이자 개인의 일부이다.

## 반응 및 비판
QBist 해석에 대한 반응은 다양하여 열광적에서 매우 부정적인 것도 있다. 큐비즘을 비판하는 일부 사람들은 큐비즘이 양자이론의 역설 해결이라는 목표를 달성하지 못한다고 주장한다. Bacciagaluppi는 QBism의 측정 결과 처리가 궁극적으로 비국소성 문제를 해결하지 못한다고 주장하고 Jaeger는 QBism의 가정에서 확률 해석이 부자연스럽고 설득력이 없는 해결의 핵심이라고 본다. Norsen 은 QBism을 유아론이라고 비난했으며 Wallace 는 QBism을 도구주의의 한 사례로 확인했다. 양자베이즈주의자들은 이러한 특성화는 오해이며 큐비즘은 유아론자도 도구주의자도 아니라고 강력하게 주장해 왔다. American Journal of Physics 의의 비판적인 글은 Fuchs, Mermin 및 Schack의 답변을 촉발했다. 일부는 불일치가 있을 수 있다고 주장한다. 예를 들어 Stairs는 확률 할당이 1일 때 QBists가 말하는 것처럼 믿음의 정도가 될 수 없다고 주장한다. 또한, Timpson은 확률 1 할당 처리에 대한 우려를 제기하면서 QBism이 다른 해석에 비해 설명력을 감소시킬 수 있다고 제안한다. Fuchs와 Schack은 이후 기사에서 이러한 우려에 대해 답변했다. Mermin은 2012년 Physics Today 기사에서 QBism을 옹호했으며, 이는 상당한 토론을 촉발했다. Mermin의 기사에 대한 응답으로 발생한 QBism에 대한 몇 가지 추가 비판과 이러한 의견에 대한 Mermin의 답변은 Physics Today 독자 포럼에서 찾을 수 있다. QBism에 대한 Stanford Encyclopedia of Philosophy 항목의 섹션 2에는 해석에 대한 반대 요약과 일부 답변도 포함되어 있다. 다른 사람들은 보다 일반적인 철학적 근거에서 큐비즘에 반대한다. 예를 들어, Mohrhoff는 칸트 철학의 관점에서 큐비즘을 비판한다.
특정 저자는 큐비즘이 내부적으로 일관성이 있다고 생각하지만 해석에 동의하지 않다. 예를 들어, Marchildon은 QBism이 그에게 많은 세계 해석이 아닌 방식으로 잘 정의되어 있음을 발견했지만 궁극적으로 그는 봄 해석을 선호한다. 유사하게, Schlosshauser와 Claringbold는 QBism이 양자 역학에 대한 일관된 해석이라고 말하지만 그것이 선호되어야 하는지 여부에 대한 평은 제공하지 않다. 또한 일부는 QBism의 핵심 교리의 전부는 아니지만 대부분에 동의한다. Barnum의 입장 과 Appleby가 그 예이다.

## 같이 보기
- 베이즈 추론
- 신념 논리
- 과학철학
- 양자 논리
- 통계적 추론